# Индикт
Индикт показује која је година у низу унутар пореског циклуса од 15 година у позном Римском царству. У Источном римском царству и државама под његовим пресудним културним утицајем, као што је била средњовековна Србија, јавило се повремено уписивање индикта поред године ("од постанка света") за датирање докумената.

## Појава индикта
Реч индикција је преузета из латинског језика где је indictio значило објава. У време владавине цара Диоклецијана од око 296. године укупан порез на земљу у позном Римском царству је објављиван на годишњем нивоу, а од око 312. године, када је један од савладара био цар Константин Велики процена висине пореза, која се вршила раније на сваких 5 година померена је на сваку петнаесту годину, а термин индикт од тада је означавао петнаестогодишњи период између две процене висине пореза на земљу.
Утицај пореза и пореског система у позном Римском царству био је тако велики да се из пореског система 15-годишњи временски циклус и датирање према њему пренело у свакодневни живот.

## Рачунање индикта
Порески циклус од 15 година био је везан са позним Римским царством и његовим календарским годинама. Када се раширило у Византу бројање година од постанка света који је био 1. септембра 5509. пре наше ере, или према тзв. византијској ери и индикти су везани са тим обликом рачунања времена и почињали су од 1. септембра. Да би се одредио индикт неке године од постанка света, како се рачунало у Византу, и на подручјима под његовим пресудним културним утицајем, треба ту годину поделити са 15. Ако се добије цели број као резултат индикт године је петнаести, али ако се добије неки неподељени остатак онда је индикт године једнак броју који се добио у том остатку. Нпр. краљ цар Душан је издао једну повељу Хиландару у којој пише да је то учинио 6856 године и 1. индикта, то јест 6856/15=457 и остатка 1. На сличан начин уз први део Душановог законика пише да је објављен 21. маја 6857. године, другог индикта. Истим рачунањем, 6857/15=457 а остатка је 2, то јест те године је био други индикт.